# Мирошкино (Ташлинский район)
Миро́шкино — село в Ташлинском районе Оренбургской области России. Входит в состав Ранневского сельсовета.

## География
Село находится в юго-западной части Оренбургской области, в степной зоне, вблизи государственной границы с Казахстаном, на расстоянии примерно 21 км (по прямой) к юго-западу от села Ташла, административного центра района. Абсолютная высота — 80 м над уровнем моря.
Климат
Климат характеризуется как резко континентальный, с морозной зимой и жарким сухим летом. Среднегодовая температура составляет 3,6 °C. Абсолютный минимум температуры воздуха самого холодного месяца (января) составляет −42 °C; абсолютный максимум самого тёплого месяца (июля) — 39 °C. Среднегодовое количество атмосферных осадков составляет 350—400 мм, из которых большая часть выпадает в тёплый период года.
Часовой пояс
Село Мирошкино, как и вся Оренбургская область, находится в часовой зоне МСК+2. Смещение применяемого времени относительно UTC составляет +5:00.

## Население
| 2010 |
| ---- |
| 256  |

Гендерный состав
По данным Всероссийской переписи населения 2010 года в гендерной структуре населения мужчины составляли 46,1 %, женщины — соответственно 53,9 %.
Национальный состав
Согласно результатам переписи 2002 года, в национальной структуре населения русские составляли 48 % из 255 человек.